# Дмитрий II (фильм)
Дмитрий II — художественный фильм 1982 года студии Грузия-фильм, историческая драма.

## Сюжет
Фильм рассказывает о событиях в Грузии XIII века. Когда под угрозой оказывается само существование нации, освободительную борьбу народа Грузии против захватчиков возглавляет царь Дмитрий II (Деметре II), который был прозван в народе Самопожертвователем…

## В ролях
- Леван Тутберидзе — царь Дмитрий II
- Элгуджа Бурдули — Давид
- Заза Магалашвили — Рати
- Георгий Бурджанадзе — Гурам
- Отар Коберидзе — Тарсаич Орбели
- Кахи Кавсадзе — Католикос
- Гиви Чугуашвили — Аргун-нойон
- Гурам Сагарадзе — Буга-нойон
- Имеда Кахиани
- Муртаз Арабули — Микела

## Съёмочная группа
- Режиссёр: Рамаз Хотивари
- Сценарист: Рамаз Хотивари
- Оператор: Джимшер Кристесашвили